# Arrondissement Vienne
Arrondissement Vienne (fr. Arrondissement de Vienne) je správní územní jednotka ležící v departementu Isère a regionu Rhône-Alpes ve Francii. Člení se dále na 117 obcí.

## Kantony (do 2014)
- Beaurepaire
- La Côte-Saint-André
- Heyrieux
- Pont-de-Chéruy
- Roussillon
- Saint-Jean-de-Bournay
- Vienne-Nord
- Vienne-Sud